# Nahrendorf
Nahrendorf là một đô thị của huyện Lüneburg, bang Niedersachsen, Đức. Đô thị này có diện tích 44,04 km².